# Cyperus laxispicatus
Cyperus laxispicatus är en halvgräsart som beskrevs av Georg Kükenthal. Cyperus laxispicatus ingår i släktet papyrusar, och familjen halvgräs. Inga underarter finns listade i Catalogue of Life.